# Japanische Badmintonmeisterschaft 1966
Die Japanische Badmintonmeisterschaft 1966 war die 20. Austragung der nationalen Titelkämpfe im Badminton in Japan. Sie fand vom 16. bis zum 21. November 1966 in Tokio statt.

## Titelträger
| Disziplin    | Sieger                        |
| ------------ | ----------------------------- |
| Herreneinzel | Ippei Kojima                  |
| Dameneinzel  | Noriko Takagi                 |
| Herrendoppel | Takeshi Miyanaga Eiichi Sakai |
| Damendoppel  | Noriko Takagi Hiroe Amano     |
| Mixed        | Yoshio Komiya Akemi Ueno      |